# Ettal, Oberbayern
Ettal, Oberbayern är en kommun och ort i Landkreis Garmisch-Partenkirchen i Regierungsbezirk Oberbayern i förbundslandet Bayern i Tyskland med cirka 800 invånare.
Kommunen ingår i kommunalförbundet Unterammergau tillsammans med kommunen Unterammergau.

## Geografi
Ettal ligger i området Oberland i Graswangtal mellan Loisachtal och Ammergau, cirka 10 km norr om Garmisch-Partenkirchen, distriktshuvudstaden, och cirka 4 km sydväst om Oberammergau.

### Kommunens indelning

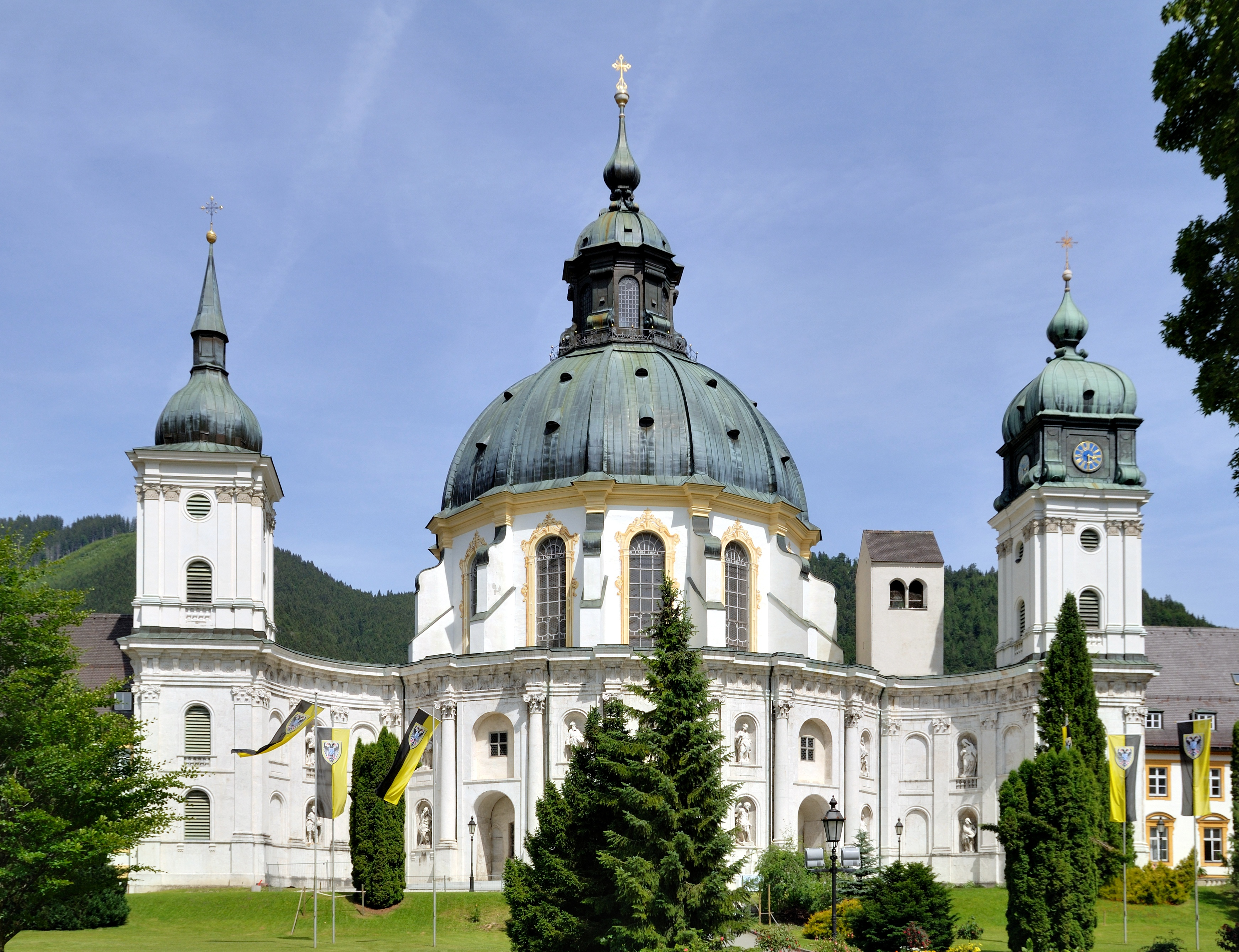
Klosterkyrkan i Ettal

Kommunen består av 5 distrikt
- Ettal
- Graswang
- Linderhof
- Dickelschwaig
- Rahm